# Danja (Nigeria)
Danja è una città della Repubblica Federale della Nigeria appartenente allo stato di Katsina. È capoluogo dell'omonima area a governo locale (local government area) che si estende su una superficie di 501 km² e conta una popolazione di 125 703 abitanti.